# 프란스 르부 라야

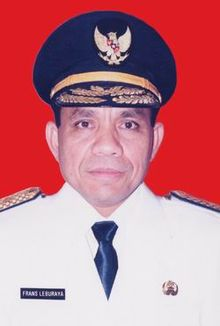

프란스 르부 라야(인도네시아어: Frans Lebu Raya 1960년 5월 18일~2021년 12월 19일)는 인도네시아의 정치인으로 동누사틍가라주의 제8대 주지사이다. 2008년 당선되었으며, 2013년 재선되었다.